# Alpha Piscium
Alpha Piscium (Alpha Psc, α Piscium, α Psc) este denumirea Bayer a unei stele aflată în ecuatorul ceresc al constelației Peștii. Are numele tradițional Alrescha (Al Rescha, Alrischa, Alrisha, în arabă الرشآء al-rišā’ cu sensul de frânghia puțului). Se află la 139 ani-lumină (46,2 parseci). Sistemul este format dintr-o stea dublă una având 1,8 mase solare, cealaltă 2,3; separarea unghiulară fiind de 1.8". 